# Roy Carroll
Pour les articles homonymes, voir Carroll.
Roy Carroll, né le 30 septembre 1977 à Enniskillen en Irlande du Nord, est un footballeur international nord-irlandais qui évolue au poste de gardien de but.

## Biographie
Son premier club professionnel est signé à Hull City. Il est le gardien de l'équipe alors en 3e Division (4e division anglaise) en 1995-96 lors de ses premiers matchs. Seulement, l'équipe est reléguée à l'échelon inférieur. Malgré tout, il y reste.
Deux saisons après ses débuts, il quitte Hull pour Wigan, également en 4th Division. Il devra laisser passer une saison blanche, sans jouer. C'est la saison d'après qui le révèle : il devient un titulaire indiscutable dans une équipe qui vient de monter en 3rd Division (1998-99). 
Quelques années plus tard, en février 2002, Carroll quitte Wigan, toujours en 3rd Division, pour Manchester United, en Premier League ! 3 divisions les séparent. Il arrive donc dans le club mythique afin de suppléer Fabien Barthez lors de ses absences. Il joue 8 matchs entre février 2002 et la fin de saison. L'année suivante, il joue 10 matchs et devient Champion d'Angleterre. En 2003-04, il ne joue que 6 matchs malgré le départ de Barthez mais est titulaire pour les Coupes nationales. Il remporte alors la Cup (Coupe d'Angleterre). Lors de la saison 2004-05, il remplace l'américain Tim Howard, très contesté à Manchester. Il devient titulaire dans les buts d'un des plus grands clubs d'Europe. Mais la saison s'avère décevante pour le club. Carroll en fait les frais, puisqu'en juillet 2005, Manchester United résilie son contrat. 
Trois semaines après avoir quitté Old Trafford, Carroll signe pour West Ham. Il aura joué 72 matchs pour Manchester. Juillet 2006, Roy est libéré par West Ham ainsi pour la première fois de sa carrière il va déserter l'Angleterre pour l'Écosse. Âgé de 29 ans, il s'engage alors pour une saison en faveur des Glasgow Rangers qui l'avaient pisté depuis hiver 2006. En janvier 2008, il quitte les Glasgow Rangers pour Derby County.
Le 17 août 2009, il quitte l'Angleterre pour le Danemark et l'OB Odense. Le 17 août 2011, il signe chez le promu grec de l'OFI Crète pour deux saisons. Il y dispute 12 matchs de championnat puis s'engage pour 18 mois à l'Olympiakos en janvier 2012.
Le 4 août 2014 il rejoint Notts County. Le 24 mai 2016, il rejoint Linfield FC.
Roy Carroll compte 45 sélections en équipe d'Irlande du Nord.

## Palmarès
- Champion de Grèce en 2013 avec l'Olympiakos
- Coupe de Grèce en 2013 avec l'Olympiakos
- Champion d'Angleterre en 2003 avec Manchester United
- Championnat d'Irlande du Nord en 2017 et 2019 avec Linfield FC
- Coupe d'Irlande du Nord en  2017 avec Linfield FC